# Сухі вічнозелені ліси Східного Декану
Сухі вічнозелені ліси Східного Декану (ідентифікатор WWF: IM0204) — індомалайський екорегіон тропічних та субтропічних сухих широколистяних лісів, розташований на південному сході Індії.

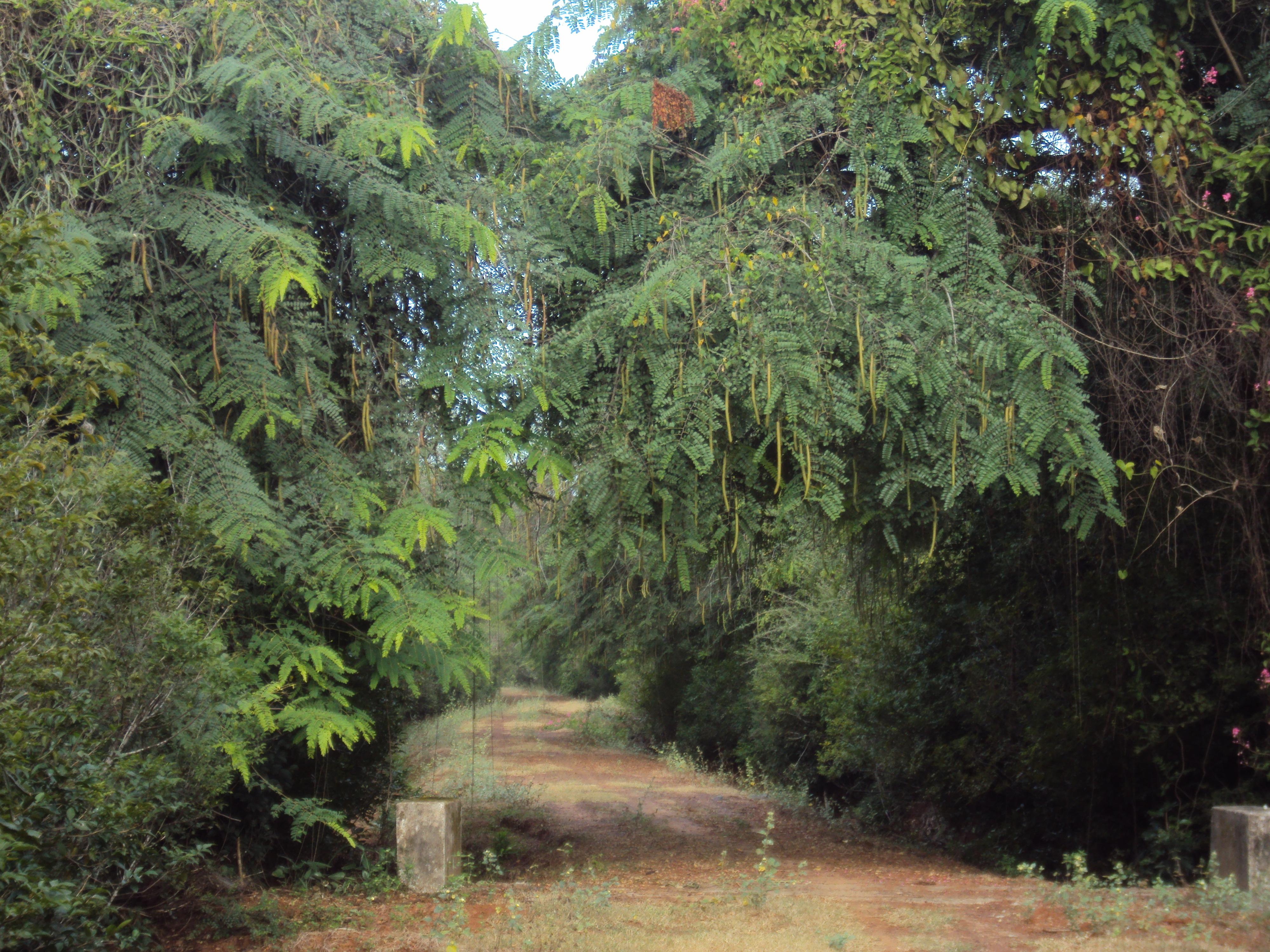
Ліс в Національному парку Національний парк Гуїнді

## Географія
Екорегіон сухих вічнозелених лісів Східного Декану охоплює територію Коромандельського узбережжя, розташованого на схід від Східних Гат, на сході Тамілнаду та на південному сході Андгра-Прадешу. Рельєф регіону переважно рівнинний, місцями горбистий. Більша частина екорегіону розташована на висоті до 199 м над рівнем моря. На заході екорегіон переходить у колючі чагарники та ліси Декану, а в районах на узбережжі Бенгальської затоки поширені мангри Годаварі та Крішни.

## Клімат
В межах екорегіону переважає саванний клімат (Aw за класифікацією кліматів Кеппена). Середньорічна кількість опадів коливається від 1000 до 1800 мм, більшість з яких випадає під час короткого північно-східного мусону з жовтня по грудень. Середньорічна температура становить близько 27,5 °C, максимальна температура становить 44 °C, мінімальна температура — 17 °C.

## Флора
Первинний рослинний покрив екорегіону був представлений лісами, основу яких складали гіркі альбіції (Albizia amara), цейлонські сатинові дерева (Chloroxylon swietenia) та інші дерева, які скидали листя під час тривалого сухого сезону, а в густому підліску яких росли вічнозелені чагарники. Інтенсивна експлуатація лісів людиною протягом століть призвела до зникнення листопадних дерев. Наразі основу лісів складають невисокі (до 10 м заввишки) шкірястолисті вічнозелені дерева з короткими стовбурами і розлогими кронами. Товстий восковий шар на листках цих дерев зменшує випаровування води, а роздуті коріння та стебла накопичують воду. В лісах зустрічається багато ліан, однак бамбукові зарості в них відсутні. 
Серед дерев, поширених в лісах екорегіону, слід відзначити шеститичинкову манілкару (Manilkara hexandra), мамадженове дерево (Mimusops elengi), ебенову хурму (Diospyros ebenum), стринхінове дерево (Strychnos nux-vomica), живоплітний дріпетес (Drypetes sepiaria), індійську флакуртію (Flacourtia indica) та різні види євгенії (Eugenia spp.). Значна частина лісів деградувала і перетворилася на сухі вічнозелені зарості, де переважають колючі чагарники, зокрема грушоподібні зизифуси (Ziziphus xylopyrus), дзвоникові мімози (Dichrostachys cinerea), колючі катунарегами (Catunaregam spinosa) та дикі каранди (Carissa spinarum). В священних гаях екорегіону зустрічаються рідкісні вічнозелені дерева, зокрема Polyalthia suberosa, Aglaia elaeagnoidea та Pamburus missionis, а також цінні лікарські трави, зокрема Hemidesmus indicus, Gloriosa superba, Andrographis paniculata, Dioscorea oppositifolia та Tinospora cordifolia.

## Фауна
В межах екорегіону зустрічається 66 видів ссавців та близько 230 видів птахів. Серед поширених в екорегіоні ссавців слід відзначити гарну (Antilope cervicapra), індійську газель або чінкару (Gazella bennettii), індійського плямистого оленька (Moschiola indica), індійську макаку (Macaca radiata) та велетенську індійську білку (Ratufa indica). Серед хижих ссавців регіону слід відзначити індійського леопарда (Panthera pardus fusca), очеретяного кота (Felis chaus) та бенгальського кота (Prionailurus bengalensis), а також рідкісних гірських куонів (Cuon alpinus) та ведмедів-губачів (Melursus ursinus).
В межах екорегіону розташовані два важливі водно-болотні угіддя — озеро Калівелі та озеро Пулікат. Серед водно-болотних птахів, що зустрічаються на берегах цих озер, слід відзначити рожевокрилих фламінго (Phoenicopterus roseus), сірих пеліканів (Pelecanus philippensis), білошиїх лелек (Ciconia episcopus) та індійських лелек-танталів (Mycteria leucocephala). Серед інших птахів, поширених в регіоні, слід відзначити індійського флорікана (Sypheotides indicus), білочеревих орланів (Haliaeetus leucogaster) та індійських токо (Ocyceros birostris).

## Збереження
Оцінка 2017 року показала, що 572 км², або 2 % екорегіону, є заповідними територіями. Природоохоронні території включають: Національний парк Гуїнді, Природний заповідник мису Калімере, Пташиний заповідник Веттангуді та Пташиний заповідник Нелапатту.